# Ли, Сэмуэл
Сэмуэл «Сэмми» Ли (англ. Samuel "Sammy" Lee; 1 августа 1920, Фресно, Калифорния, США — 2 декабря 2016, Ньюпорт-Бич, Калифорния, США) — американский прыгун в воду, двукратный олимпийский чемпион.

## Ранние годы и образование
Родился в семье корейского происхождения, его родители владели небольшим рестораном. Его отец свободно говорил по-английски и по-корейски, обучался французскому и имел диплом инженера-строителя в Западном колледже. Большое влияние на выбор вида спорта оказали Олимпийские игры в Лос-Анджелесе, проходившие в 1932 г.
После переезда семьи в Лос-Анджелес он начал тренировки в бассейне в близлежащем парке Бруксайд-Парк только один раз в неделю перед заменой воды, когда его можно было посещать «цветным» американцам, поэтому его тренер вырыл яму на заднем дворе и наполнил ее песком и спортсмен практиковался, прыгая в яму.
В 1943 г. окончил Западный колледж с присуждением степени бакалавра, а в 1947 г. окончил медицинский факультет Университета Южной Калифорнии, чтобы оплатить обучение он поступил в армейский резерв.

## Спортивная карьера
Под руководством известного тренера по дайвингу Джима Райана в 1942 г. он выиграл национальный чемпионат США по прыжкам в воду как на 3-метровом трамплине, так и на 10-метровой вышке, став первым «цветным» спортсменом, победившим на первенстве США. В 1946 г. он вновь оказался сильнейшим на 10-метровой вышке и выиграл бронзовую медаль на 3-метровом трамплине.
На летних Олимпийских играх в Лондоне (1948) стал чемпионом в прыжках с вышки и бронзовым призером на 3-метровом трамплине. При этом он стал вторым американцем азиатского происхождения, получившим золотую медаль летних Олимпийских игр. На Панамериканских играх в Буэнос-Айресе (1951) стал бронзовым призером в прыжках с вышки, и бронзовым — с 3-метрового трамплина.
Четыре года спустя в звании майора медицинского корпуса армии Соединенных Штатов, он готовился к участию в Корейской войне, но вместо этого его делегировали на Олимпиаду в Хельсинки (1952) со словами «но вам лучше победить». На этот раз он выиграл золотую медаль в соревнованиях по прыжкам с вышки.
С 1953 по 1955 г. служил в Военно-медицинском корпусе США в Южной Корее, где специализировался на отоларингологии. В 1953 г., во время службы в Корее, ему был присужден престижный Приз Джеймса Салливана, которым отмечались выдающиеся спортсмены-любители.
Несмотря на свои достижения, продолжал сталкиваться с фактами расовой дискриминации, например, при попытке купить жилье в Гарден-Гроув, штат Калифорния, когда белые американцы начали собирать подписи, чтобы их соседом не стал «цветной» американец.

## Дальнейшая карьера
Занимался тренерской деятельностью, возглавлял команду США по прыжкам в воду на Олимпийских играх в Риме (1960), неоднократно судил крупнейшие международные соревнования. Участвовал в подготовке двукратного олимпийского чемпиона Боба Вебстера и многократной чемпионки Олимпийских игр Пэт Маккормик. Позже он тренировал Грега Луганиса, который жил с семьей Ли, прежде чем в возрасте 16 лет выиграть серебряную медаль в прыжках с трамплина на Олимпийских играх в Монреале (1976).
На протяжении 35 лет работал практикующим отоларингологом, уйдя на пенсию в 1990 г.
В 1979 г. он сыграл себя в фильме «Тихая победа: История Китти О’Нил» (Silent Victory: The Kitty O’Neil Story), о каскадерше Китти О’Нил, которую он тренировал в дайвинге.

## Награды и премии
В 1968 г. был введен в Зал славы мирового плавания, а в 1990 г. — в Олимпийский зал славы США.
В 2010 г. в Лос-Анджелесе его имя было присвоено площади на пересечении Олимпийского бульвара и проспекта Нормандии. Он также был удостоен места на Аллее звезд в Экстендид Стей Америка — Оранж Каунти — Анахайм (2009). Объединенный школьный округ Лос-Анджелеса присвоил его имя начальной школе № 10 в Центральном округе (2013) и специализированному медицинскому училищу.